# Saint-Geniès-de-Malgoirès
Saint-Geniès-de-Malgoirès è un comune francese di 2 745 abitanti situato nel dipartimento del Gard, nella regione dell'Occitania.

## Società

### Evoluzione demografica
Abitanti censiti